# Kristian Bliznac
Kristian Bliznac (* 27. Mai 1983 in Göteborg) ist ein ehemaliger schwedischer Handballspieler und heutiger Handballtrainer.
Der 2,04 Meter große und 104 Kilogramm schwere linke Rückraumspieler spielte anfangs bei Kärra HF, HP Warta, IK Heim und Emmelle Naca Teramosteht. Von 2006 bis 2012 stand Bliznac bei Alingsås HK unter Vertrag, mit dem er 2009 die Meisterschaft gewann. Anschließend wechselte er zum IK Sävehof. Von dort ging Bliznac zur Saison 2013/14 in die deutsche Handball-Bundesliga zur HSG Wetzlar. Im Sommer 2016 schloss er sich dem Schweizer NLA-Verein Kadetten Schaffhausen an. Bliznac wechselte im Januar 2017 zum norwegischen Erstligisten Elverum Håndball. Mit Elverum gewann er 2017 die norwegische Meisterschaft. Anschließend schloss er sich dem deutschen Erstligisten Rhein-Neckar Löwen an. Mit den Rhein-Neckar Löwen gewann er 2017 den DHB-Supercup und 2018 den DHB-Pokal. Nach der Saison 2017/18 beendete Bliznac seine Karriere und übernahm das Traineramt des norwegischen Vereins Fjellhammer IL. Unter seiner Leitung stieg der Verein von der dritthöchste bis in die höchste norwegische Spielklasse auf. Im Dezember 2022 endete sein Engagement bei Fjellhammer. Ab Februar 2023 bis zum Saisonende 2022/23 verstärkte er das Trainerteam vom schwedischen Erstligisten Önnereds HK. Anschließend kehrte Bliznac zu Elverum zurück, bei dem er als Spielerentwickler tätig war. Bliznac trat im Sommer 2024 seine zweite Amtszeit bei Fjellhammer IL an.
Mit Alingsås spielte er in der EHF Champions League (2009/10).
Kristian Bliznac absolvierte zehn Länderspiele für die schwedische Nationalmannschaft, in denen er neun Treffer erzielte.

## Bundesligabilanz
| Saison    | Verein      | Spielklasse | Spiele | Tore | 7-Meter | Feldtore |
| --------- | ----------- | ----------- | ------ | ---- | ------- | -------- |
| 2013/14   | HSG Wetzlar | Bundesliga  | 29     | 55   | 0       | 55       |
| 2013–2014 | gesamt      | Bundesliga  | 29     | 55   | 0       | 55       |